# Johann Peter Theodor von Wacquant-Geozelles
Johann Peter Theodor von Wacquant-Geozelles ([[Brieg]], 15 maggio 1754 – Vienna, 18 marzo 1844) è stato un generale, diplomatico e nobile austriaco.

## Biografia
Rampollo di un'antica e nobile famiglia lussemburghese, Johann nacque a Brieg, in Lorena, nel 1754.
Dimostrando una notevole inclinazione per l'arte militare, si arruolò nell'esercito dei Paesi Bassi austriaci come cadetto nel settembre del 1771. Si dedicò a opere di mappatura dei Paesi Bassi sotto la direzione del feldmaresciallo luogotenente conte Ferraris. Nel luglio del 1778 venne promosso tenente e prestò servizio presso la fortezza di Theresienstadt. Durante la guerra contro i turchi, trovò modo di mettere alla prova il suo coraggio nell'assedio di Sabacz del 1788 e poi nell'assedio di Belgrado dell'anno successivo, azioni a seguito delle quali raggiunse il grado di capitano.
Lo scoppio della rivoluzione francese lo coinvolse in un nuovo teatro di guerra e venne pertanto trasferito come capitano nel febbraio del 1793 nel corpo dei genieri come aiutante del feldmaresciallo principe Federico Giosia di Sassonia-Coburgo-Saalfeld. Diresse in questa veste parte delle opere dell'assedio di Valenciennes e nell'agosto del 1795 raggiunse il grado di tenente colonnello nello stato maggiore del generale Dagobert Sigmund von Wurmser. Il 29 ottobre del 1795 prese parte alla battaglia di Galgenberge, non lontano da Mannheim, riuscendo a penetrare nel Neckarschanze col battaglione di granatieri Bydeskuty e a bloccare diciotto cannoni nemichi di modo da poter avviare in seguito un bombardamento sulla città con la propria artiglieria. Il Conte Wurmser lo propose per la medaglia di cavaliere dell'Ordine militare di Maria Teresa per il coraggio dimostrato, ma tale richiesta, pur supportata dalle testimonianze dei generali Funk, Lauer e Mészáros, non venne accolta, mentre il duca di Württemberg lo premiò con la croce di commendatore dell'ordine al merito militare.
Nominato comandante delle fortezze militari di Würzburg ed Ingolstadt, nel settembre del 1800 divenne colonnello comandante di Burghausen, e nel 1801 comandante del 21º reggimento di fanteria "Freiherr von Gemmingen". Nella campagna del 1805 eccelse a tal punto nella battaglia di Stecken del 5 dicembre che per le sue azioni i francesi vennero costretti ad evacuare la città di Iglaus. Concluso l'armistizio, fu incaricato di determinare la linea di demarcazione tra il Tabor e Linz, portandosi personalmente anche a discutere con Napoleone Bonaparte. Promosso maggiore general nell'aprile del 1807, nel novembre di quello stesso anno venne inviato a Braunau per rilevare la fortezza locale dopo che questa era stata abbandonata dai francesi.
Con lo scoppio della guerra nel 1809, ottenne il comando di una brigata nel I corpo d'armata del generale Bellegarde col quale prese parte a tutti gli scontri svoltisi in Baviera. A seguito del coraggio dimostrato nella battaglia di Aspern ottenne la medaglia dell'ordine militare di Maria Teresa: nello scontro Wacquant guidò ben sette assalti contro i 12.000 soldati francesi che difendevano le loro posizioni in loco, perdendo tre cavalli sotto la propria sella. Con la medesima distinzione e coraggio combatté poi nella battaglia di Wagram dove pure perse due cavalcature.
Dopo la firma della pace venne nominato commissario per la cessione di Salisburgo e Berchtesgaden al governo imperiale austriaco, come pure diresse la cessione della Galizia orientale alla Sassonia e Tarnopol alla Russia. Nell'agosto del 1809 venne promosso al grado di feldmaresciallo luogotenente e nel marzo 1810 divenne proprietario del 62º reggimento di fanteria nonché il titolo di barone. Quando nel 1813 scoppiò nuovamente la guerra, prese parte alle battaglie di Dresda, Kulm e Lipsia. Fu ambasciatore imperiale straordinario presso il regno di Württemberg a Stoccarda. Combatté in seguito in Francia.
Conclusa nuovamente la pace, gli fu affidata nuovamente la regolamentazione della frontiera con la Francia nell'area compresa tra il Var e la Mosella, ma dovette interrompere tale opera per il ritorno di Napoleone dall'Isola d'Elba e pertanto Francesco I gli affidò il comando della fortezza di Magonza. Nel mese di giugno gli venne assegnato il controllo del blocco a Strasburgo e, dopo Waterloo, concluse la resa del generale francese Rapp sull'Alto Reno. Nel settembre di quello stesso anno l'imperatore lo ammise come suo consigliere segreto. Nominato ambasciatore straordinario a Kassel, vi rimase sino al 1821, dopodiché assunse l'incarico di comandante militare di Troppau. Dopo cinquant'anni di servizio militare, decise di ritirarsi e tornò a Vienna.
Nella capitale austriaca fu più volte presidente della Corte d'Appello Militare, incarico da cui si dimise definitivamente a 85 anni. Nel 1835 venne promosso al grado di Feldzeugmeister. Morì a Vienna all'età di novant'anni nel 1844.